# 石老山

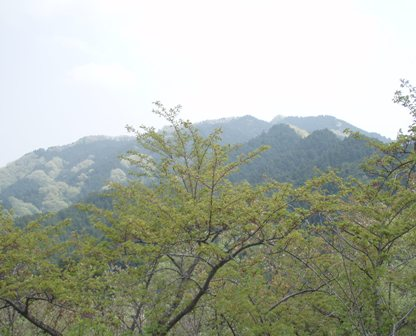
大明神展望台から見た石老山（2008年4月撮影）

石老山（せきろうさん）は丹沢山地の北部、神奈川県相模原市緑区にある標高702mの山である。
北麓には相模湖がある。関東百名山の一つ。山道にある多数の奇岩が有名。
手軽に登れる事から、日帰りハイカーに人気がある。

## 主な登山ルート
- 山の北麓にある神奈川中央交通の「石老山入口」バス停から登山道が通じている。
- 他にも南麓の篠原集落から上がるルートや相模湖方面から大明神展望台を経由して上がるルートなどがある。

## ギャラリー

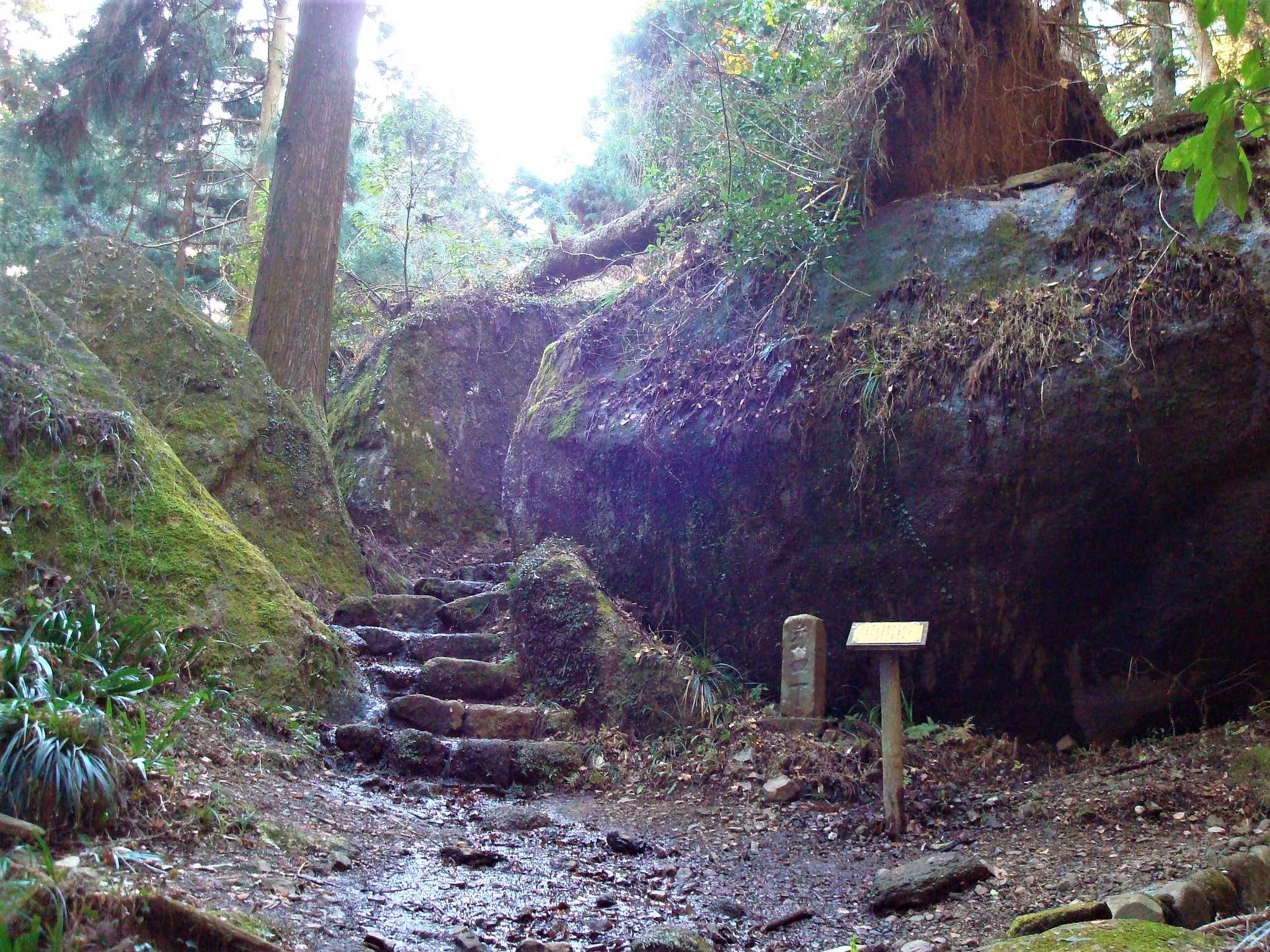
滝不動
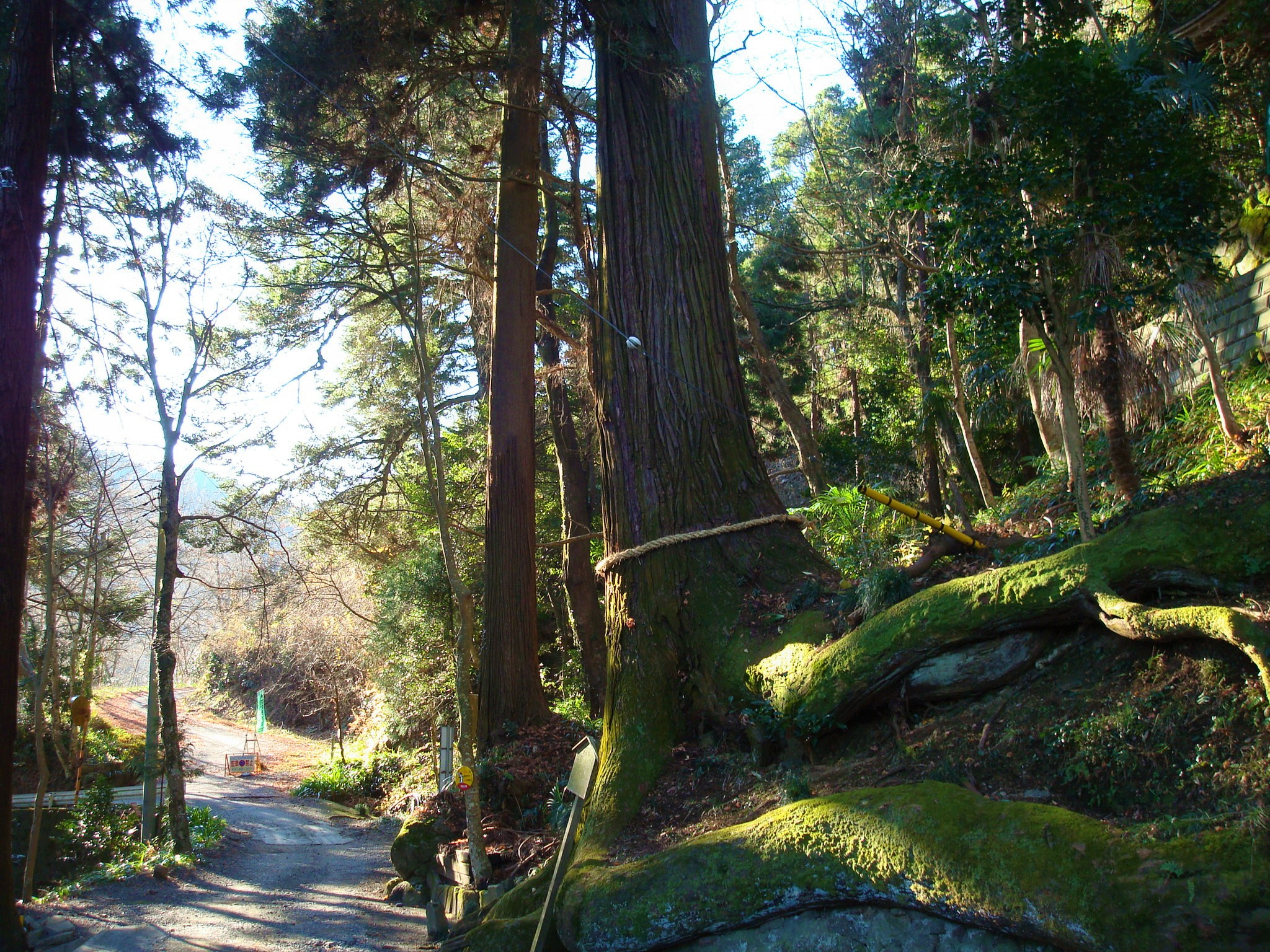
顕鏡寺前の蛇木杉
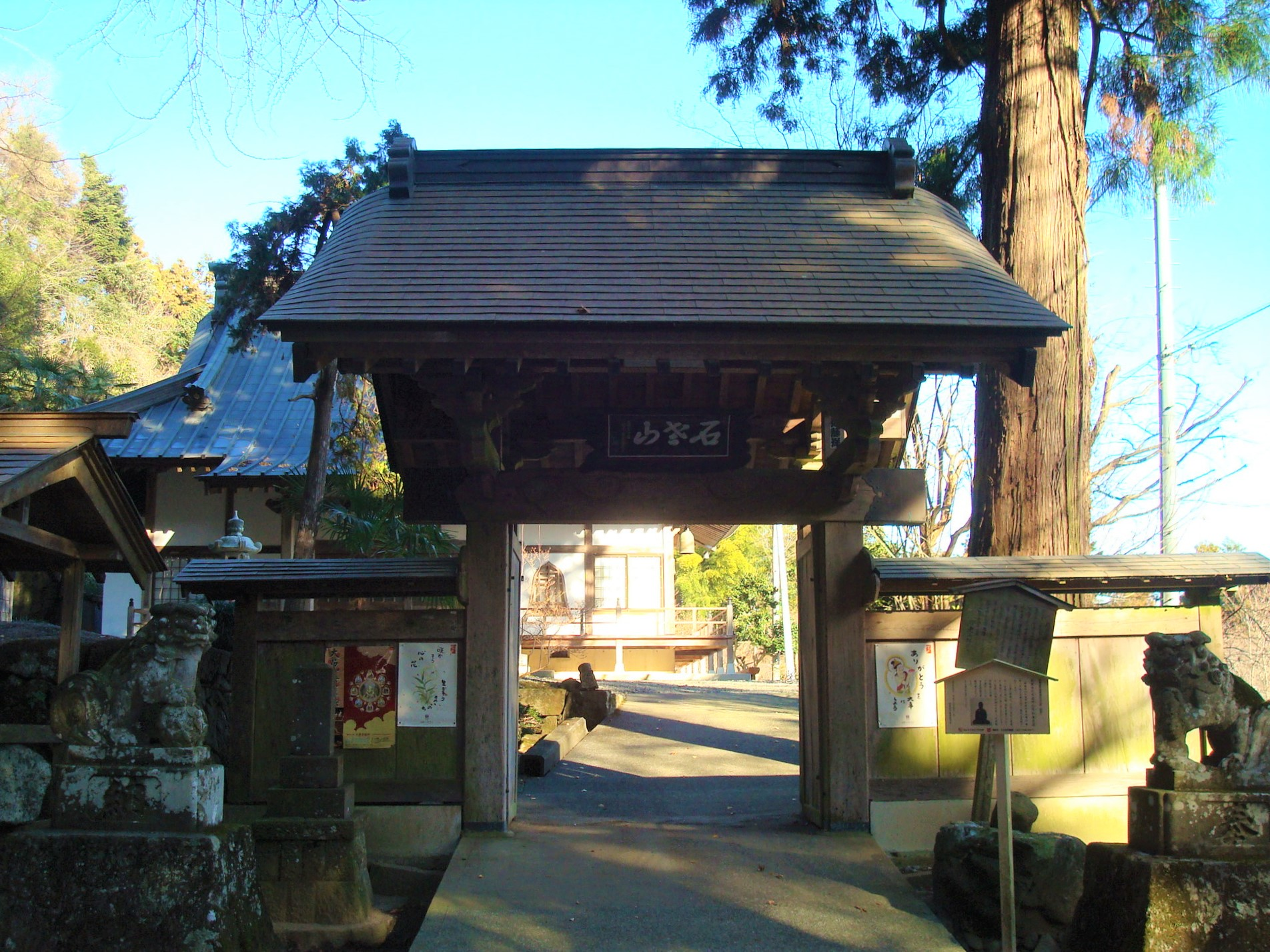
石老山顕鏡寺
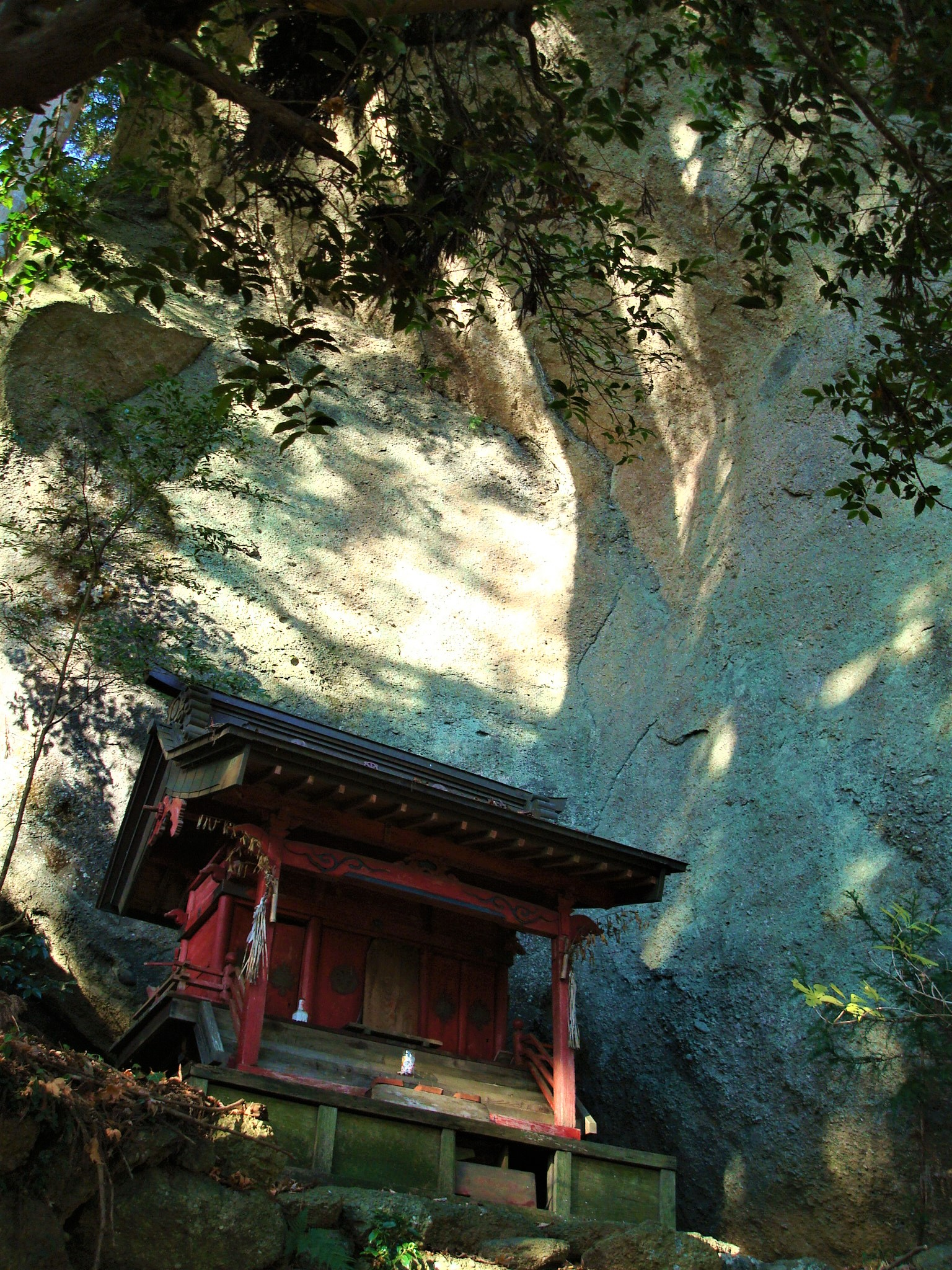
擁護岩（雷電岩）
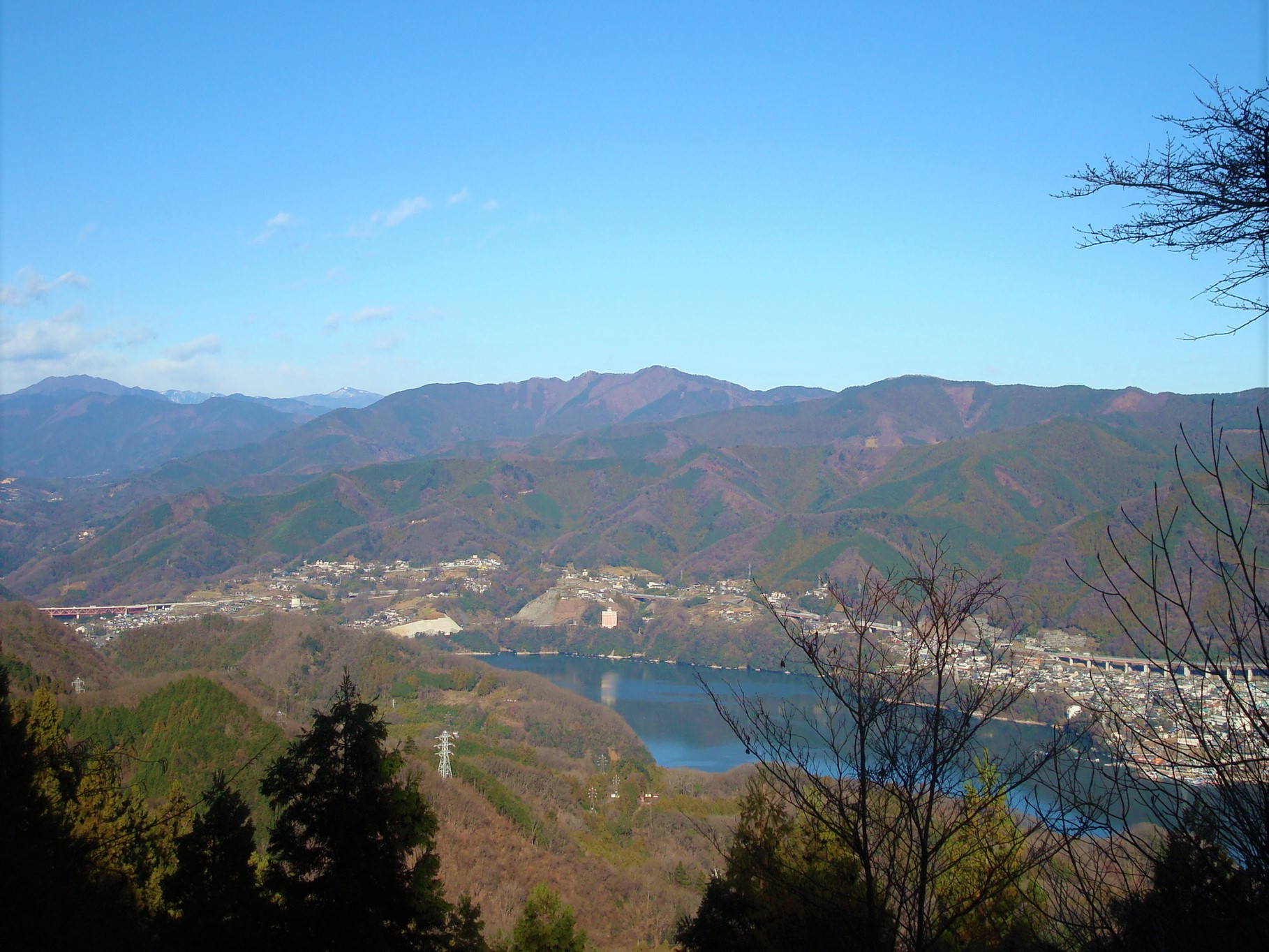
融合平見晴台からの相模湖、左奥は雲取山
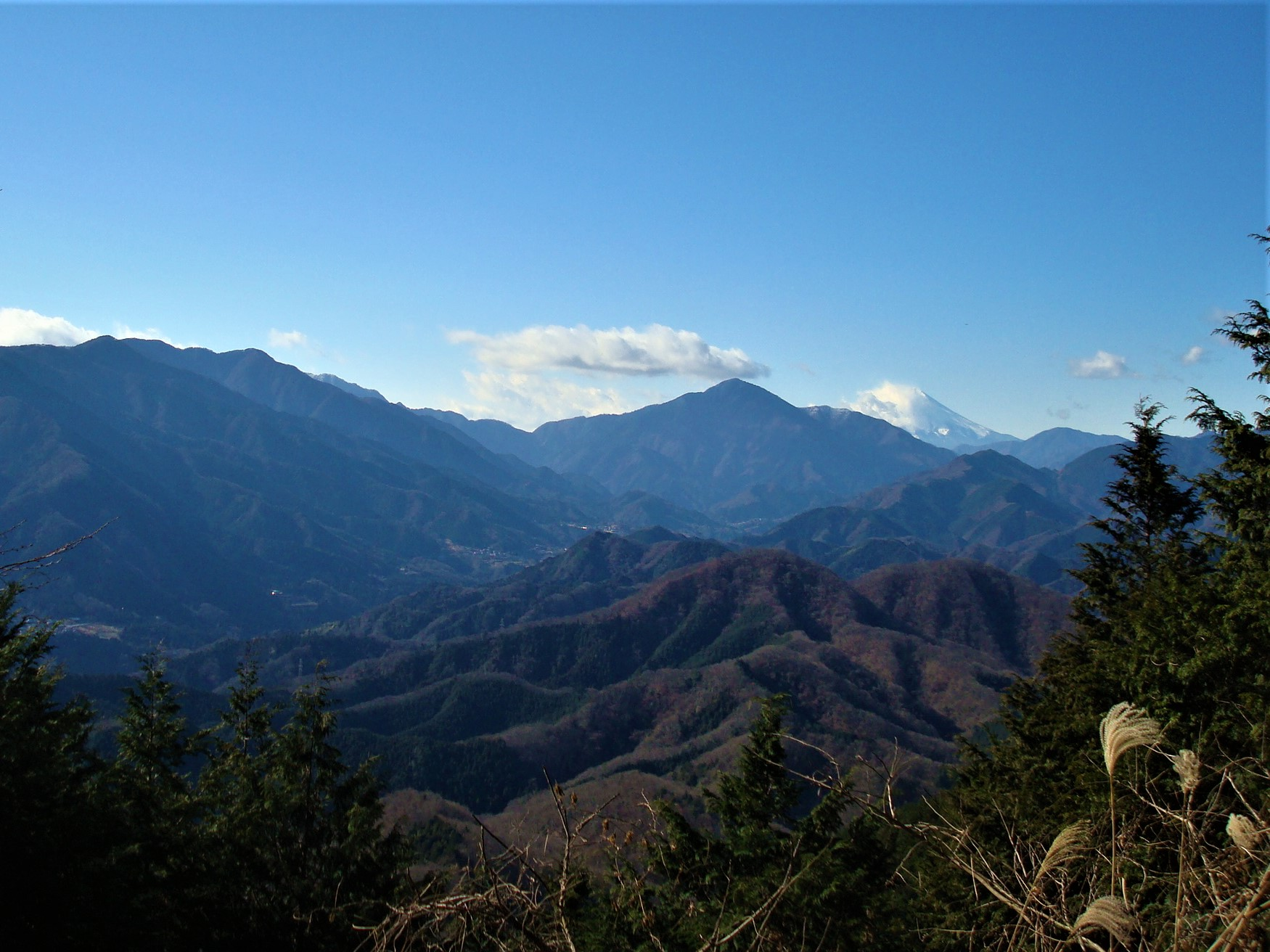
石老山山頂から蛭ヶ岳・大室山・富士山
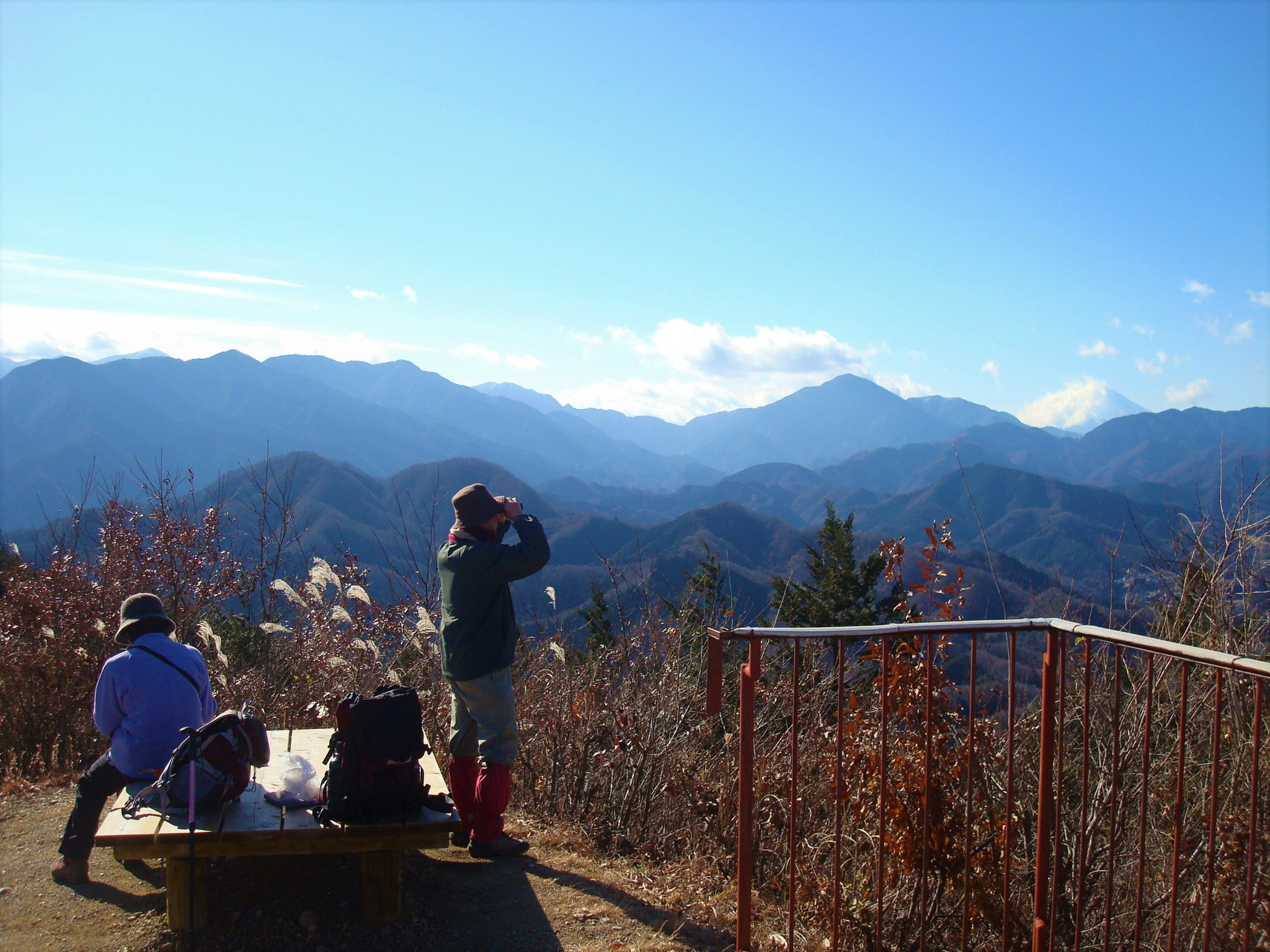
大明神展望台
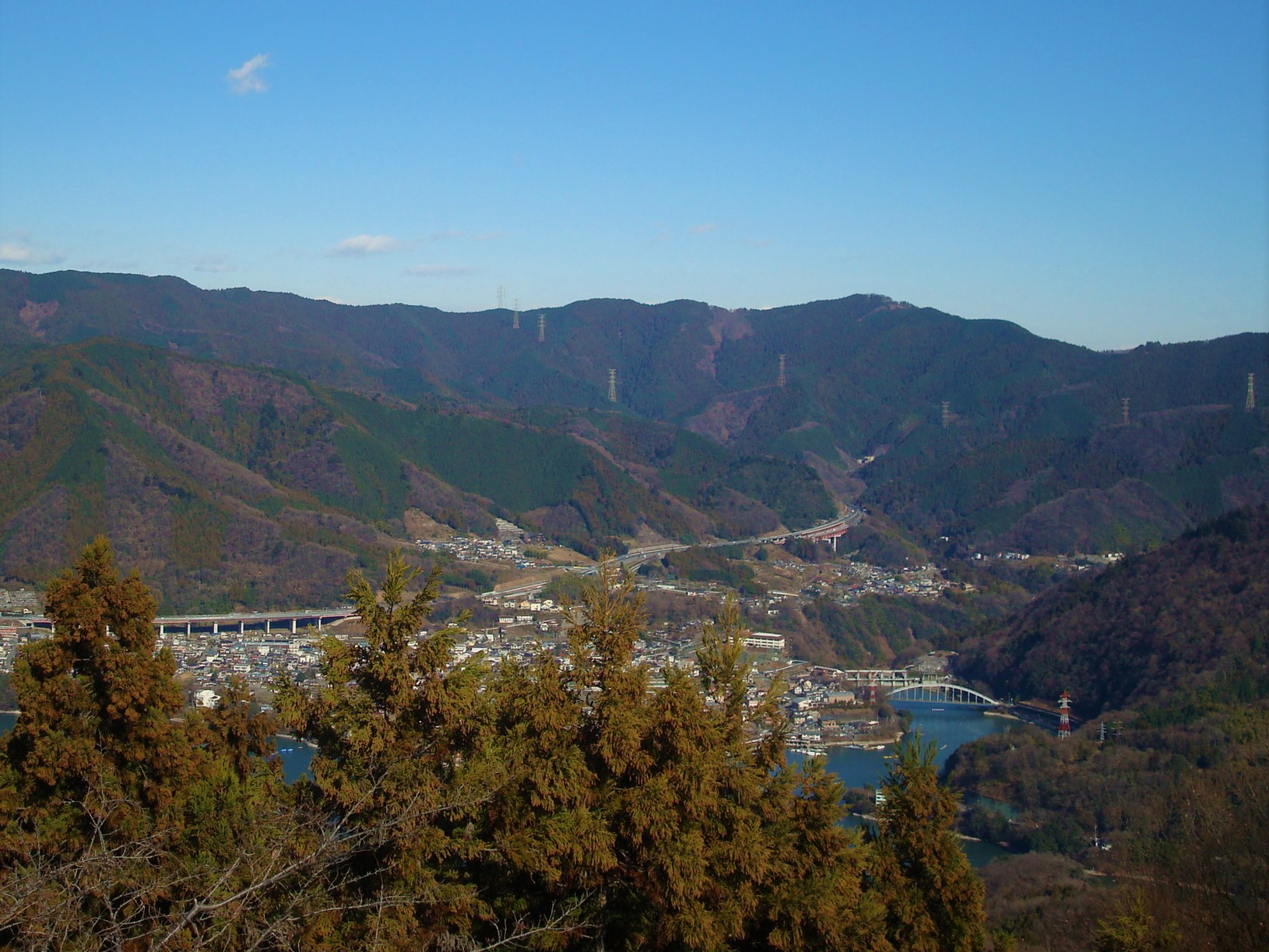
大明神展望台からの景信山と小仏峠

## 周辺の山
- 石砂山
- 高尾山
- 陣馬山
- 小仏城山
- 津久井城山
- 焼山